# Журомин
Журо̀мин (на полски: Żuromin) е град в Централна Полша, Мазовско войводство. Административен център е на Журомински окръг, както и на градско-селската Журоминска община. Заема площ от 11,18 км2. Към 2011 година населението му възлиза на 8 810 души.